# Thyreus abyssinicus
Thyreus abyssinicus là một loài Hymenoptera trong họ Apidae. Loài này được Radoszkowski mô tả khoa học năm 1873.